# Belendung (Benda)
Belendung is een bestuurslaag in het regentschap Tangerang van de provincie Banten, Indonesië. Belendung telt 19.782 inwoners (volkstelling 2010).